# Санта-Лучія (футбольний клуб)
«Санта-Лучія» (мальт. St. Lucia F.C.) — мальтійський футбольний клуб з однойменного селища, заснований у 1974 році.

## Історія
Клуб був заснований 1974 року і тривалий час грав у нижчих лігах країни. Лише зайнявши третє місце у сезоні 2018/19 в другому дивізіоні, «Санта-Лучія» вперше в історії вийшла до Прем'єр-ліги на сезон 2019/20, обігравши в матчі плей-оф «Сент-Ендрюс».